# Mazcuerras
Mazcuerras is een gemeente in de Spaanse provincie Cantabrië in de regio Cantabrië met een oppervlakte van 56 km². Mazcuerras telt 2.119 inwoners (1 januari 2016).

## Demografische ontwikkeling
Bron: INE; 1857-2011: volkstellingen